# Технічні науки
Техні́чні нау́ки — науки, що вивчають закономірності розвитку техніки і визначають способи найкращого її використання.

## Загальна характеристика
До головних технічних наук належать: металургія, гірництво, ливарна справа, машинознавство, електротехніка, теплотехніка, гідротехніка, радіотехніка, будівництво й ін. Технічні науки тісно пов'язані з точними науками (математика, кібернетика, інформатика) та природничими науками (фізика, хімія, геологія, біологія), впливають одна на одну, а при їхній співдії виникають нові галузі (наприклад, біоніка).
В Україні перші наукові дослідження з техніки почалися з кінця XVIII ст.; упродовж XIX — початку XX століть досліди зосереджувалися на вдосконаленні технології металів, машинобудування, видобутку корисних копалин тощо. До першої світової війни технічні науки розвивалися головно у високих школах: у Київському і Харківському університетах, у Харківському (до 1929 Технологічному) і Київському політехнічному інститутах, у Львівській політехніці, в Катеринославському гірничому інституті. Після воєнного занепаду й революції 1917 технічні науки почали відроджуватися й розвиватися за змінених політичних умов. За радянського часу на техніку й технічні науки звернено особливу увагу, засновано нові науково-технічні дослідні інститути та центри, а з 1935, зокрема, після Другої світової війни, відбулася виразна переорієнтація науки насамперед на технічний сектор.
Науково-дослідні установи сектора технічних наук зазнавали часто реорганізаційних та адміністративних змін, інститути то об'єднувалися, то відокремлювалися, їх передавали з мережі управління наркоматів у мережу АН УРСР і навпаки. У 1920 — 30-х роках більшість із них перебувала під керівництвом українських республіканських центрів. Українські вчені-техніки тоді досягли значних успіхів у дослідній роботі, а українська технічна наука ставала все більше відомою у світі.
Новий період розвитку технічних наук в Україні, зумовлений посиленою технізацією всіх ділянок життя у світі, починається після воєнної руїни 1941 — 44. Відбудова тривала довше ніж заплановано, частково до середини 1950-х pp. Більшість нових інститутів побудовано у 1960-х і 70-х роках. Поряд із традиційними секторами технічної науки розвинулись нові, постали численні інститути, лабораторії та експериментальні конструкторські бюро в галузі кібернетики, ядерних досліджень й енергетики (будова ракет і космічних кораблів), навігаційної, авіаційної техніки, техніки високих температур (плазми) та низьких температур (кріоґеніка, застосування надпровідності матеріалів), техніки і хімії високомолекулярних сполук та нових синтетичних матеріалів. Наприкінці 1973 в Україні було 348 науково-дослідних інститутів, у тому числі близько 200 відомчих інститутів промислового призначення — майже всі із сектора технічних та фізико-технічних наук; у мережі АН УРСР їх було 62. У 1977 з 178 600 наукових працівників УРСР близько 105 000 працювало в секторі технічних та природничо-технічних наук.

## Металургія
Металургія (до 1960 див. ЕУ 2, стор. 1 521 — 22). У 1960-х pp. розроблено в Україні новий спосіб підвищення якості спеціальних сталей і стопів: електрошлаковий перетоп (Б. Медовар, І. Походня, Ю. Латаш, Б. Максимович, Ю. Шульте, О. Трегубенко). З автоматизації сталеварних цехів працю ведуть Київський інститут автоматики та його філіали в Дніпропетровському та Запоріжжі. Дослідницьку роботу провадять Інститут Чорної Металургії (Дніпропетровськ) і Український науково-дослідний інститут металів у Харкові, а також Фізико-механічний інститут АН УРСР (Г. Карпенко). У 1970-х pp. українські вчені працювали в ділянках електронних властивостей реальних, металів і стопів (В. Немошкаленко, І. Дехтяр); залежностей твердості металів (В. Борисенко); міцності конструктивних елементів із різнорідних матеріалів: біметалу, металопластики, металокераміки (В. Гонтаровський, І. Козлов).
Періодичні видання з металургії в Україні: «Труды Института черной металлургии АН УРСР» (1946 — 62), «Металлургическая и горно-рудная промышленность».

### Порошкова металургія
Порошкова металургія й порошкова металургія спеціальних стопів. Перші досліди зробив у середині XIX ст. у Харківському університеті М. Бекетов, устійнивши принципи алюмінотермії (1865). На початку XX ст. у цій ділянці працювали В. Плотников, Д. Коновалов, Г. Петренко. Із заснуванням Інституту Хімії (1931) та Інституту Чорної Металургії АН УРСР (1939) були проведені досліди в ділянці винаходу залізного порошку та створення металокерамічних контактних стопів. Інститут Проблем Матеріалознавства АН УРСР (у Києві з 1964) є координуючою і єдиною наук. установою в СРСР у галузі П. м. У ньому створено близько 300 різних матеріалів, низку електротехнічних виробів та апаратів для досліджень процесів порошкової металургії. Проблеми порошкової металургії опрацьовують також інші Інститути АН УРСР, університети й відділи при політехнічних Інститутах. Теоретичні дослідження щодо побудови діаграм стану металевих систем провадили: В. Свєчников, Г. Курдюмов, В. Єременко, Л. Палатник, І. Францевич тощо; технологічні дослідження порошків кольорових та рідкісних металів — В. Плотников, Е. Натансон, Ю. Делімарський, О. Кудра тощо; процеси спікання порошкових металокерамічних процесів — І. Федорченко, В. Єременко, Б. Пінес. У 1970-х pp. проведено досліди зі стандартизації в порошковій металургії (І. Федорченко, М. Пономаренко), класифікації метод одержання порошків (І. Радомисельський, О. Євтушенко), класифікації мікропорошків, одержаних із вибухового руйнування синтетичних алмазів (В. Трефілов, Г. Саввакін, М. Пивоваров). Органом Інституту Матеріалознавства є місячник «Порошковая металлургия», що виходить у Києві з 1961 (перевидається в Нью-Йорку англійською мовою).

## Гірнича наука
Гірнича наука почалася наприкінці IX ст. з заснування Гірничотехнічної школи в Лисичанському і Горлівці та Вищої гірничої школи в Катеринославі (1899), 1912 перетвореної на Гірничий інститут, в якому працювали М. Федоров, О. Динник, О. Терпигорєв тощо.
На початку XX ст. засновано Макіївську гірничо-рятувальну станцію, яка досліджувала технологію кріплення виробок, вентиляції копалень та боротьбу з пожежами в рудниках. У 1930-х pp. створено Інститут гірничої механіки АН УРСР у Києві та гірничі факультети в деяких вузах. Теоретичні й експериментальні дослідження з гірництва ведуться в Інститутах гірничої механіки й кібернетики в Донецьку й Гірничого машинобудування, автоматики й обчислювальної техніки в Харкові, у Всесоюзному вугільному НДІ в Харкові (з 1928), у Дніпропетровському і Криворізькому гірничих інститутах. Макіївський інститут досліджує питання безпеки робіт у гірничій промисловості. У цих інститутах розроблено основи розкриття, підготовки та системи експлуатації родовищ корисних копалин, а також теорію різання вугілля, динаміку врубових машин, механізацію процесів кріплення, нові види кар'єрного транспорту у копальнях.
Дослідники: М. Федоров (гірнича механіка), О. Динник (гірничий тиск, підйомні канати, теорія вентиляції), О. Щербань, В. Черняк (гірнича термодинаміка і вентиляція у глибоких шахтах), Г. Савін (динаміка підйомних канатів), В. Пак (конструкція шахтних вентиляторів), О. Терпигорєв (експлуатація вугільних родовищ і механізація гірничих робіт), К. Борисенко (компресори і пневмодвигуни для гірничих машин), М. Поляков і С. Волотковський (разрахунок стрічкових конвеєрів та підземної електровозної відкатки), П. Несторов (конструкція шахтних канатів), К. Татомир, Б. Локшин, О. Найдиш, Д. Оглоблин (схеми розкриття родовищ, закладання стовбурів з урахуванням транспортування гірської маси, вентиляції), О. Кухтенко, О. Крижанівський (автоматизація пристроїв регулювання врубових машин і стійкість систем автоматичного регулювання шахтних підйомних установок), М. Зайцев (гірський тиск і раптові викиди вугілля і газу), М. Стариков (розробка рудних родовищ на великих глибинах), М. Іванов (планування виробничих потужностей гірничорудних підприємств), Ф. Абрамов, Б. Гренцінґер (теоретичні основи аерогазодинамічних процесів провітрювання на вугільних шахтах).
Українські вчені, інженери й конструктори створили вугільні комбайни («Донбас», «Кіровець», УКР), струги (УСБ), породонавантажувальні машини (ЕПМ-1, ПЛМ-5), вугільні пилки, комплекси устаткування (ДонВУГІ, ДонДІпровуглемаш), механогідравлічного руйнування вугілля та породи й створення потрібного устаткування (УкрНДІгідровугілля).
Галузевим журналом із гірничої справи (орган Міністерства вугільної промисловості УРСР) є місячник «Уголь Украины» (з 1957 у Києві).

## Ливарна справа
Наукові дослідження з цієї ділянки почалися щойно у 1920—1930-х роках; з 1940-х роках — у лабораторії Інституту чорної металургії АН УРСР, в Укр. Н.-Д. Інституті Металів (Харків), Інституті Чорної Металургії в Дніпропетровську, Центр. Конструкторсько-технологічному бюрі в Одесі та конструкторських бюрах і лабораторіях великих машинобудів. зав. (у Новокраматорську, Харкові, Одесі). Центр. досл. установою з 1958 є Інститут Ливарного Виробництва АН УРСР (перший на такому рівні в СРСР). Укр. вчені досліджували у 1948 — 58 створення нового конструкційного матеріалу: високоміцного чавуну з кулястою формою графіту (А. Василенко, С. Григор'єв); виробництво відливків із цього матеріалу досліджували К. Ващенко, Н. Воронова. Над дослідженням поліпшення якості прокатних валків працювали В. Свєчніков, А. Кривошеєв, К. Бунін. Створено нові марки безнікелевих сталей, чим заощаджено дефіцитний нікель (М. Браун). Проведено досліди в ділянці електромагнітного транспортування й точного дозування рідкого металу (В. Поліщук), розроблено технологію витопу й лиття високолеґованих сталей (М. Доброхотов, В. Єфімов). Над механізацією й автоматизацією процесів ливарного виробництва працював О. Крижанівський. Досліджували модифікацію, демодифікацію і ремодифікацію чавунів А. Горшков, П. Лузан, технологію процесів лиття — Б. Носков, Є. Николаєнко, О. Петриченко. Теорію лиття сталей розробили А. Горшков, К. Ващенко (теоретичні й технологічні основи ливарного виробництва), А. Кривошеєв (основи виробництва литих валків), О. Крижанівський (автоматизація ливарних процесів).

## Машинознавство
Машинознавство виникло в другій половині XIX ст. при університетах (Харків, Київ, Одеса), при Харківському технологічному інституті (О. Латишов, Ю. Проскура), Київському політехнічному інституті (К. Шіндлер, М. Делоне) й Катеринославській Вищій Гірничій Школі (О. Динник) та в Галичині у Львівській Політехніці. До 1917 дослідження з М. зосереджувалися над питаннями механіки (М. Делоне), опору матеріалів, теорії пружності й коливань (О. Динник, С. Тимошенко), теорії механізмів (В. Кирпичов), різання металів (К. Зворикін), міцності матеріалів (К. Симінський, А. Виноградов); створено схему першого у світі реактивного літального апарата (М. Кибальчич), проектовано пропелерні турбіни (Ю. Проскура). Після 1917 дослідження з М. провадив Інститут технічної механіки при УАН у Києві (директор С. Тимошенко 1919 — 20), згодом при АН УРСР створено ряд Інститутів: фізикомех. (у Львові), електрозварювання, механіки (з 1960), кібернетики, технічної теплофізики, електродинаміки, металофізики, науково-дослідні Інститути М. в Краматорську й Харкові; Український науково-дослідний інститут верстатобудівної й інструментальної промисловості в Одесі. У 1920-х pp. проведено досліди в ділянці с.-г. М. на станціях у Грушках (Київщина), Акимінському (Мелітопільщина) та в Харківському науково-дослідному інституті машинознавства.
У ділянці М. українські вчені провадили науково-дослідні праці з теоретичного М. (Д. Ґраве); з теорії нелінійної механіки, використовуваної при розрахунку електричних машин та стійкості літаків (М. Крилов, М. Боголюбов); з теорії гідравлічних машин (Ю. Проскура); з теорії ґрунтообробних машин (А. Василенко); деталей машин (В. Добровольський, С. Серенсен); ракетної техніки (Ю. Кондратюк), літакобудування (Г. Чечет, Д. Григорович); концентрації напружень б. отворів у елементах машин (Г. Савін); міцності в машинобудуванні (Ю. Писаренко); нових метод розрахунку турбомашин і термопружності (А. Коваленко); теорії й конструкції теплових двигунів й енергетичних установок (І. Швець, Є. Дибан); міцності, тривкості та коливань механічних систем (О. Пеньков, Ю. Митропольський, В. Кононенко); фізико-хімічної механіки матеріалів (Г. Карпенко); обробки металів (К. Стародубов, В. Данилов, В. Свєчников); міцності великих енергоагрегатів (А. Філіпов, А. Підгорний); теорії автоматичного керування й регулювання механізмів (О. Кухтенко, І. Івахненко); проблеми теорії удару (Микола Кільчевський).
Українські фахівці створили досконалі кольбові й газотурбінні та реактивні двигуни (О. Івченко, А. Люлька — авіаційні двигуни), турбіни (Л. Шубенко-Шубін), транспортні й пасажирські літаки (О. Антонов — літаки Ан-10, Ан-24, Ан-36), зварювальні машини й механізми (Б. Патон), сільськогосподарські машини (К. Шіндлер, А. Василенко, О. Карпенко, Л. Крамаренко, П. Василенко, К. Симінський), теплові двигуни (І. Швець).

### Видання галузі
В Україні у ХХ ст. видавали ряд збірників (здебільше квартальники) з окремих ділянок М.:
- «Двигуни внутрішнього згорання»,
- «Локомотивобудування»,
- «Гірничі, будівельні та дорожні машини»,
- «Технологія та автоматизація машинобудування»,
- «Верстати та різальний інструмент»,
- «Літакобудування та техніка повітряного флоту»,
- «Теплові напруги в елементах конструкцій»,
- «Опір матеріалів та теорія споруд»,
- «Динаміка та міцність машин» та ін.

У 1950 — 54 виходили «Наук. праці Інституту М. та с.-г. механіки АН УРСР».

## Електротехніка
Перші дослідження з електротехніки в ділянці електричних машин та мереж розпочато наприкінці XIX ст. в Харківському технологічному інституті (з 1921 електротехнічний факультет під керівництвом П. Копняєва), Київському політехнічному інституті й Катеринославській вищій гірничій школі. З електрифікацією України в 1920-х pp. розвинулися й дослідження з Е. 1939 створено Інститут Енергетики АН УРСР, з якого, у 1947 виділено Інститут електротехніки (з 1964 — Інститут електродинаміки). Крім цього, досліди з електротехніки ведено в АН УРСР в Інституті Електрозварювання ім. Є. Патона, Обчислювальному центрі (з 1961 — Інститут Кібернетики АН УРСР у Києві), Інституті Машинознавства та Автоматики (з 1964 — Фізико-механічний інститут у Львові), на електротехнічних факультетах вишів у політехнічних інститутах, Київ. Інституті Автоматики, Н.-Д. Електротехн. Інституті у Харкові, Всесоюзному Н.-Д. Інституті Важкого Електромашинобудування в Харкові, Всесоюзному Інституті Трансформаторобудування в Запоріжжі. Учені України провели дослідження в галузі електричних машин та трансформаторів (П. Копняев, О. Скоморохов, І. Постников), розрахунку електричних мереж, автоматичного регулювання напруги синхронічних генераторів (В. Хрущов), теорії електротягового устаткування (О. Потебня), електрозварювання металів (Є. Патон, В. Нікітін). Важливіші роботи виконано в ділянці регуляторів збудження синхронних генераторів та синхронних двигунів (С. Лебедев), створено пристрої автоматичного регулювання напруги синхронних генераторів і компенсаторів, автоматизації гідроелектростанцій (Л. Цукерник), розроблено високочутливі пристрої для захисту потужних електричних машин та ліній електропередач від замикання на землю (І. Сирота), проведено дослідження нових систем безконтактної автоматики й телемеханіки (Й. Гребень), розроблено й освоєно нові типи електровимірювальної апаратури (А. Нестеренко), надпотужні генератори змінного струму (Л. Станіславський), електричні генератори для електроімпульсної обробки металів (І. Рогачов), впроваджено у виробництво автоматичні мости змінного струму (Ф. Гриневич, В. Карпенко, А. Новик, М. Сурду), нові типи однофазних двигунів (О. Адаменко, І. Постніков). У Київ. Інституті Електротехніки АН УРСР створено й здано в експлуатацію (1951) першу в СРСР і на європейському континенті електронну цифрову обчислювальну машину «МЕЛМ» (С. Лебедев тощо). Укр. дослідники виконали ґрунтовні роботи з електроавтоматики й регулювання асинхронних двигунів (О. Івахненко), з галузі електричних кіл, електромоделювання, електронних аналогових машин (Ю. Пухов, Ю. Величко, В. Сигорський, О. Мілях, Б. Блажкевич), з Т. високої напруги (І. Федченко), зі створення метод електрозварювання (Б. Патон, В. Лебедев, К. Хрєнов). Практичного застосування дійшла розробка й впровадження компенсаційних ртутновипрямних агрегатів (І. Чиженко, А. Немировський, В. Рущук, О. Дроботенко), гальмування й регулювання швидкості асинхронних двигунів (Т. Губенко), передача струму високовольтними лініями (Г. Денисенко). Досвіди електрифікації сіль. господарства провадив В. Кияниця, гірничої електротехніки — Інститут Гірничої Механіки й Техн. Кібернетики (Донецьке), залізничного транспорту — Дніпропетровський Інститут Залізничного Транспорту. Теоретичним і практичним проблемам Е. присвячені респ. зб. «Проблемы технической электродинамики» (квартальним), «Полупроводниковая техника и злектроника» і щорічник «Квантовая электроника».

## Зварювальна техніка
Досліди над електричним зварюванням розпочато наприкінці XIX — на початку XX ст. (М. Бенардос, Г. Слав'янов, Д. Дульчевський), вони набули наук. систематичності в кін. 1920-х pp. (В. Нікітін — Дніпропетровськ, P. Лашкевич — Харків, В. Науман — Жданов). Ґрунтовні дослідження з електрозварювання почалися 1929, коли з ініціативи Є. Патона створено у складі АН УРСР кафедру інженерних споруд, перетворену 1934 на Інститут Електрозварювання, який у 1950-х pp. став найбільшою наук. установою в ділянці електрозварювання в СРСР, важливим центром світової зварювальної науки. Під керівництвом цього Інституту працювали лабораторії на провідних зав. України; зварювальні досліди провадять також: Інститут Електродинаміки АН УРСР, Інститут Чорної Металургії, Укр. Н.-Д. Інститут Металів тощо. Укр. дослідники відкрили (1939 — 40) спосіб споруджувати суцільнозварні мости (серед ін. у 1953 найбільший тоді у світі автодорожній міст через Дніпро в Києві ім. Є. Патона).
Укр. дослідники провели роботи в галузі міцності зварних конструкцій (Є. Патон, В. Шеверницький), підводного електрозварювання й різання металів (К. Хренов, Н. Кицяк, М. Матійко), електрозварювання металу у вертикальній площині (Г. Волошкевич), електрошлакового зварювання, яке дозволяє з'єднання металу необмеженої грубини (Б. Патон, Г. Волошкевич), електрозварювання в середовищі вуглекислого газу (Д. Дудко), контактного електрозварювання безперервним обплавленням для з'єднання залізничних рейок та серійного виробництва (В. Лебедєв, С. Кучук-Яценко, І. Черненко, В. Чередничок), дослідження з питань вібраційної міцності зварних з'єднань і конструкцій (А. Асніс, В. Касаткін, М. Гапченко), електричного конденсаторного зварювання металу малої грубини (К. Хрєнов, В. Моравський, С. Свєчніков), виготовлення та монтажу нафторезервуарів із пласких металевих полотнищ, згорнених у рулони (Г. Раєвський, О. Розенберґ).
Укр. вчені вперше у світі дослідили й застосували в промисловості електрозварювання під флюсом титану і його стопів (С. Гуревич, О. Романів, В. Волков), механізоване електрозварювання під шаром флюсу алюмінію та його стопів (Д. Рабкін), механізоване електрозварювання нержавіючих і жароміцних сталей, міді та мідних стопів (Б. Медовар), механізацію зварювальних робіт під час спорудження доменних печей, прогресивну технологію монтажозварювальних робіт і комплексної механізації для зведення металоконструкції найбільшої у світі доменної печі (ч. 9) Криворізького металургійного зав. (Б. Лебедєв, В. Сосновський). У чорній і кольоровій металургії випробувано плазмово-дуговий і електронно-променевий перетопи (Б. Мовчан). З ділянки зварювальної Т. у 1932 — 39 видавався «Автогенний работник»; органом Інституту Електрозварювання АН УРСР є місячник «Автоматическая сварка» (видається в Києві з 1948), який перевидається англійською мовою в Кембріджі (Англія).

## Теплоенергетика і технічна теплофізика
Перші кроки в Україні щодо термодинаміки зробив М. Шіллер, завідувач кафедри теоретичної фізики Київського університету (1876—1903). У 1920-х pp. у Харкові були створені (філіали в Києві) наук. установи Теплобюро й Енергобюро, які згодом реорганізовано на Інститут Пром. Енергетики Вищої Ради Нар. Господарства УРСР. 1939 організовано в Харкові Інститут Енергетики АН УРСР (з філіалом у Києві), який 1947 поділено на Інститут Електротехніки й Інститут Теплоенергетики (з 1964 — Інститут Техн. Теплофізики АН УРСР у Києві). Цій ділянці Т. значну увагу приділяли ще Інститут використання газу в комунальному господарстві та промисловості АН УРСР (з 1963 Інститут газу АН УРСР), з 1964 Інститут Техн. Теплофізики АН УРСР, політехн. Інститути в Києві, Харкові, Одесі, спеціальні н.-д. Інститути чи лабораторії. В Україні здійснено наукові дослідження в ділянках теорії турбомашин, теплообміну (Ю. Проскура, С. Лебедєв), конструкції топок, парових котлів, парових і газових турбін (В. Маковський, Г. Жирицький, І. Швець, В. Толубинський, Є. Дибан тощо), використання бурого й газового кам'яного вугілля, газифікації палива (І. Коробчанський, Г. Щоголєв), спалювання бурого вугілля і торфу в пром. топках (М. Кондак, Д. Рабинович), теплообміну, вентиляції в глибоких вугільних шахтах, кондиціювання повітря (О. Щербань, О. Кремньов); з галузі техн. теплофізики: у ділянках термодинамічних процесів теплосилових пристроїв (І. Швець, В. Мартиновський, Д. Гохштейн, Г. Костенко), теплообміну агрегатного стану речовин (В. Толубинський, В. Попов), конвективного обміну і тепломасообміну (І. Чорнобильський, В. Бузник), радіаційного теплообміну (М. Захариков), теплопровідності (І. Іллінський), гірничої теплофізики (О. Щербань, Я. Казавчинський, М. Павлович), згоряння палива, теплообміну в пром. печах (В. Копитов).
АН УРСР у Києві видає зб. серії: «Теплофизика и теплотехника» (2 рази на рік).

## Гідротехніка (див. такожГідрологія)
У XIX ст. гідрологічні досліди проваджено на Дніпрі, Дністрі, Бузі й Дінці. Перші гідрологічні станції діяли в Києві (з 1812), Бердичеві (1814), Одесі (1821). Наук. дослідження з гідравліки (формування річищ, виправлення річок, вивчення режиму Дніпра) розпочато в кін. XIX ст. в Харківському Технологічному й Київ. Політехн. Інститутах (Ю. Проскура, М. Лелявський, В. Лохтін, М. Максимович) та Львівській Політехніці. У 1920-х pp. організовано низку н.-д. інституцій із гідрології й гідротехніки, які планово вивчали проблеми всієї території УРСР: Укр. Метеорологічна Служба (Укрмет), Київ. Інженерно-меліоративний Інститут, Н.-Д. Інститут Водного Господарства України, Харківський Гідрометеорологічний Інститут тощо. Згодом ці інституції дещо реформовано й доповнено новими: Інститут Гідрології й Гідротехніки (з 1963 — Інститут Гідромеханіки) АН УРСР, Укр. Н.-Д. Гідрометеорологічний Інститут у Києві, Укр. Н.-Д. Інститут Гідротехніки й Меліорації в Києві, Укр. Інститут Інженерів Водного Господарства в Рівному, Гідрометеорологічний Інститут в Одесі та ін. Гідрологи й гідротехніки провели досліди з ділянки режиму й використання енергії річок України, проблем Великого Дніпра (М. Максимович, Є. Опоков, Г. Швець), гідравліки відкритих русел і споруд, водозливу із широким порогом, динаміки руслових потоків (Ю. Сухомел, І. Розовський, В. Смислов), гідрологічних прогнозів і розрахунків (А. Огієвський, В. Назаров), виправлення річок (М. Терпугов), фільтрації під гідротехн. спорудами, будівництва й експлуатації каналів (Я. Ненько, М. Лаврентьєв, О. Угінчус), динаміки берегів водоймищ, проектування захисних споруд (Б. Пишкін, Б. Русакоз, В. Максимчук), забудови гребель і гідротехн. споруд (С. Соколовський, Л. Дятловицький, В. Чудновський, П. Сліпченко, М. Дідковський, М. Біляшевський), теорії корабля та автоматизації процесів керування річковими суднами (Ю. Павленко, О. Івахненко), очищення води засобом удосконалення фільтрування (Л. Кульський, В. Накорчевська), опріснення морських і солоних вод та очищення стічних вод (В. Алексеєв, Л. Смирнов, В. Коваленко), охорони водних ресурсів, водозниження і дренажу, фільтраційні дослідження та їх впровадження в практику водогосп. будівництва (І. Ляшко, О. Олійник, М. Пивовар, І. Сергієнко, Г. Мистецький, Б. Стрілець). У співпраці з виробничими організаціями Гідропроект, Укрдніпроводгосп, Дніпросільелектро дослідники виконали проекти В. Дніпра, ген. схему водопостачання Донбасу, каналу Донець — Донбас, використання Дністра тощо.
Наук. журн.: «Вісті н.-д. Інституту водного господарства України» (1927 — 35), «Вісті Інституту водного господарства» (1935 — 38), «Вісті Інституту гідрології» (1938 — 48), «Вісті Інституту гідрології та гідротехніки» (з 1948) та респ. міжвідомчий зб. «Гидромеханика».

## Радіотехніка
Радіотехніка в Україні розвинулася на початку XX століття у зв'язку з дослідами М. Пильчикова в Одеському університеті та Харківському технологічному інституті (він керував і спорудженням дослідницької радіостанції на Херсонському маяку, робив досліди з радіотелекерування), М. Умов (теоретична фізика в Одеському університеті, М. Бонч-Бруєвича (створив 1906 у Києві оригінальний радіопередавач), Д. Рожанського в Харківському університеті. 1920-х років радіотехнічні досліди провадили: в Одеському політехнічному інституті М. Папалексі (про напрямленість радіотелеграфування, радіозв'язку з підводними човнами, телекерування), у Київському — В. Огієвський (створив 1924 у Києві першу в Україні радіомовну станцію), інші вчені в Харківському, згодом Львівському також в інших вищих навчальних закладах України. Наукові дослідження з аудіотехніки ведуться у Фізико-технічному інституті АН УРСР в Харкові, в Інституті радіофізики й електроніки АН УРСР (організованому 1955) у Харкові й Інституті радіотехнічних проблем у Києві. Українські вчені досліджували: генератори надвисоких частот великої потужності та теорію маґнетрона (А. Слуцкін, С. Брауде, І. Трутень, Г. Левін), безпровідну передачу енергії на далекі віддалі, нові ефективні методи модуляції, телебачення, радіолокації, електроніки надвисотних частот, фазотронний метод генерації радіохвиль (С. Тетельбаум, О. Усиков), теорію і техніку напівпровідників, дифракцію електронів, кінетику фотопровідності (В. Лашкарьов, С. Пекар), техніку слабких струмів електродинаміку, теорії довгих ліній (С. Котельніков), відбиття радіохвиль від метеорних слідів та ін. проблем радіоастрономії (С. Брауде в Харківському Інституті Радіофізики й Електроніки АН УРСР), поширення радіохвиль у тропосферних хвилеводах і створення радіо-океанографії (С. Брауде, І. Островський, І. Тургєнєв, А. Мень), дифракцію електромагнітних хвиль (В. Марченко, В. Шестопалов), електронної емісії (Н. Моргуліс). Теоретичній радіотехніці сприяли нові методи дослідження нелінійної механіки, квантової теорії поля та квантової радіотехніки (М. Боголюбов, М. Крилов, А. Чернець). Проблемам радіотехніки присвячений квартальник «Радиотехника», міжвідомчий збірник «Радиотехник». Статті з радіотехніки з'являлися в журналі «Радіо» (1930—1941).

## Будівельні науки
До 1917 наук досліди провадилися з будівельної механіки (С. Тимошенко, О. Динник), К. Симінський, С. Прокоф'єв), з теорії будови мостів (Є. Патон), вивчення будівельних матеріалів (К. Дементьєв). При УАН 1919 засновано Інститут Техн. Механіки (1929 перейменований на Інститут будівельної механіки, з 1959 — Інститут Механіки АН УРСР), Інститут Проблем Матеріалознавства, Інститут Електрозварювання; з 1945 створено Академію Архітектури УРСР, яку 1956 перейменовано на Академію Будівництва й Архітектури УРСР (1964 ліквідовано). В Україні існує ряд спеціалізованих н.-д. Інститутів з будівництва: Інститут Будів. Виробництва Держбуду УРСР, Київський відділ Всесоюзного Н.-Д. Інституту Нових Матеріалів, Інститут Типового та Експериментального Проектування Житлових і Гром. Споруд, Укр. Дорожно-Транспортний Інститут Міністерства автомобільного транспорту й шосейних шляхів УРСР. Наук. досліди з будівництва провадять відповідні фак. різних високих шкіл, інженерно-будівельні інститути в Києві, Харкові, Одесі; Інститути інж. зал. транспорту в Києві й Харкові та ін. Вчені України внесли цінний вклад у розвиток поодиноких галузей будівництва. На відтинку використання сировинних ресурсів України (силікатів, каолінів) для виробництва скла, цементу, кераміки, керамзиту, перліту, шлакової пемзи визначилися: Б. Лисин, П. Будников, Ю. Писаренко, Ю. Козуб, Ю. Родичов, Г. Слободяник. Досліди над залізобетоном провадили Я. Столяров, В. Ярин, Й. Улицький, І. Кирієнко. У ділянці будівельної механіки працювали Ф. Бєлянкін, М. Афанасьєв (оболонки для пром. будівництва), С. Серенсен, М. Афанасьєв (повторно-змінні навантаження), М. Корноухов, Б. Горбунов, І. Аміро, М. Длугач, В. Заруцький, В. Яценко (міцність і стійкість стрижневих систем і ребристих циліндричних оболонок), Б. Горбунов, Д. Вайнберґ, В. Чудновський, О. Стрельбицька (розрахунок рам). Розробку індустріалізації та потокових метод будівництва розпочали М. Будников, О. Гармаш, О. Неровецький, а механізацію будівництва гідротехнічних споруд П. Непорожній, П. Сліпченко. У санітарній техніці українські вчені досліджували: теорію аерації промислових споруд, вентиляції, повітропроводів, нові системи опалення і кондиціонування повітря (Б. Лобай); теплофікацію й газифікацію міст (П. Колобков), очищення води і водопостачання (Л. Кульський), гідромеханіку (М. Лаврентьєв, Г. Сухомел). У ділянці транспортного будівництва розроблено нові конструкції мостів, зал. колій, шляхових покриттів (О. Бируля, О. Фролов, М. Волков, Б. Горбунов). Про промислове житлове будівництво й урбаністику див. також Архітектура.

### Видання галузі
Поодинокі ділянки будів. наук мають періодичні видання:
- «Будівельні матеріали і конструкції»,
- «Архітектура і будівництво» (Київ 1953 — 56, у 1957 — 59 «Будівництво і Архітектура», згодом «Строительство и архитектура»),
- «Промышленное строительство и инженерные сооружения»,
- «Сільське будівництво»,
- «Міське господарство України»,
- «Прикладная Механика» (журнал-двомісячник Інституту Механіки АН УРСР 1955 — 65 «Прикладна Механіка»).